# Scedopla regalis
Scedopla regalis là một loài bướm đêm trong họ Noctuidae.